# Фиксики: Большой секрет
«Фи́ксики: Большо́й секре́т» — российский полнометражный анимационный фильм студии «Аэроплан» и «Блиц фильм», основанный на мультсериале «Фиксики».
Премьера фильма прошла 27 октября 2017 года в Москве, в кинотеатре «Октябрь», в рамках открытия Большого фестивалях мультфильмов. Выход мультфильма в широкий прокат состоялся 28 октября 2017 года.

## Сюжет
Мультфильм начинается с того, что отец ДимДимыча — телеведущий Дмитрий Кудыкин-старший — рассказывает теорию о существовании маленьких человечков в телепередаче «Загадочные тайны», а семья смотрит шоу. Находящиеся внутри телевизора фиксики обсуждают его.
Симка и Нолик летят в лабораторию профессора Чудакова, чтобы показать одноклассникам передачу. Фиксики начинают смотреть её по телевизору в кабинете Лизоньки — ассистентки профессора, которая верит каждому слову телеведущего. Файер решает подшутить над ней и имитирует всё, что называет ведущий. Из-за шуток шарф Лизоньки попадает в шреддер, и ассистентка наполовину разрезает шарф в попытке его вынуть. Гений Евгеньевич Чудаков отключает устройство. Лизонька говорит, что в лаборатории живут маленькие человечки, и решает извести их.
На следующий день ДимДимыч играет вместе с Симкой и Ноликом в передачу «Загадочные тайны». Мальчик рассказывает Симке историю знакомства с фиксиками, пересказывая сюжет серии «Винтики». Неожиданно приходит Катя помочь с математикой. ДимДимыч пытается отказаться, но Катя уговаривает его. Фиксики же улетают в школу.
У фиксиков проходит урок по командной работе. Вдруг в лабораторию входит Чудаков и показывает друзьям услугу «Удалённый ремонт». Суть её заключается в том, что фиксики с помощью нового изобретения — энергобраслетов — смогут по проводам попадать в дома и чинить технику, а на вырученные деньги Чудаков хочет построить новую лабораторию. Дедус показывает, как пользоваться браслетами после того, как Лизонька ушла (предварительно насыпав муку для убеждения в существовании человечков).
В это время энергобраслеты по невнимательности профессора оказываются у Файера, и тот постепенно превращается в антагониста, пугая Лизоньку. Затем, ударив газовый баллон током, он начинает кататься по проводам. Фиксики и профессор начинают его ловить, при этом Дедус в очередной раз ругает Файера за то, что он напугал Лизоньку. Чудаков по ошибке ловит сачком Дедуса.
Симка тем временем почти находит благовидный предлог, чтобы вернуть браслеты Дедусу. Не сумев добежать, она отдаёт браслеты Верте, чтобы та быстрее вернула их Дедусу. Но Верта возвращает браслеты Файеру и просит покатать её. Тот соглашается, однако это обернулось тем, что Верта едва не погибает под действием электричества. Едва Файера настигают Дедус и Игрек, первый моментально улетает, а упавшую в обморок Верту Дедус и Игрек «откачивают» душем. Позднее Шпуля и Игрек ловят Файера лучами, но Нолик, поверив обману Файера, отпускает его. Тогда Симка отводит его домой, чтобы он не мешал поимке Файера.
Фиксики рассказывают ДимДимычу о происшествиях. Симка улетает обратно, а ДимДимыч пытается узнать от Нолика, что было дальше. Но мальчика подслушивает Катя — она подозревает, что у её друга есть тайна. Затем Лизонька звонит Дмитрию и рассказывает, что в лаборатории завелись маленькие человечки. Папа собирается в лабораторию, чтобы заснять их. ДимДимыч решает прибежать туда и предупредить друзей. За ним увязывается Катя — она настаивает, чтобы друг рассказал ей всё. В отсутствие детей и папы в квартиру Кудыкиных прибывает Файер, который из-за воздействия электричества сошёл с ума, и устраивает разгром.
Катя с приятелем прибегают в лабораторию. Из-за того, что папа пришёл первым, они прячутся на складе, плотно захлопнув за собой дверь. Файер разрушает почти всю квартиру и прибывает в лабораторию «наводить порядок». Пока фиксики ловят его, Чудаков запирает папу ДимДимыча на складе, но Файер устраивает пожар, несмотря на предупреждение Симки.
Потушив пожар, Лизонька, Дмитрий, Катя, ДимДимыч и Чудаков хотят выбраться со склада, но оказалось, что пропал ключ. ДимДимыч рассказывает Кате про фиксиков. Тут прилетает Нолик, но фиксики отказались от его помощи, думая, что он опять «поможет» Файеру. Нолик видит задымлённый склад и быстро находит ключ. Сделав это, герой улетает в разгромленную лабораторию, где в последний момент выключает электричество, отчего Файер застревает посреди розетки. Лизонька накрывает фиксиков колпаком и приказывает Дмитрию снять их на камеру. Гений Евгеньевич даёт фиксикам шанс превратиться в винтики, после чего протягивает девушке очки. Дмитрий вместе с Катей и сыном возвращается домой, а Гений Евгеньевич ещё раз разубеждает ассистентку в существовании человечков.
Фиксики очищают Файера от электричества. Чудаков, обвинив Файера в том, что он разрушил лабораторию, хочет разбить молотком браслеты, но Дедус останавливает его. Игрек вспоминает, что у папы есть видеозапись, на которой их видно. Юные фиксики летят домой, Файер проникает внутрь камеры и удаляет снятое видео. Тем временем, чтобы отвлечь родителей от экрана, ДимДимыч и Катя сообщают, что хотят пожениться, чем приводят взрослых в настоящий шок. Затем, убедившись, что запись стёрта, говорят, что они просто пошутили. Фиксики видят по телевизору репортаж о том, что светофоры, фонари и сгоревшая техника сами начинают чиниться, и летят в лабораторию, чтобы помочь профессору навести порядок.

## Роли озвучивали
| Актёр              | Роль                                         |
| ------------------ | -------------------------------------------- |
| Александр Пушной   | Файер-монстр (2-3 этапы)                     |
| Дмитрий Назаров    | Дедус                                        |
| Лариса Брохман     | Симка / мама ДимДимыча (Любовь Кудыкина)     |
| Диомид Виноградов  | Профессор Чудаков (Гений Евгеньевич Чудаков) |
| Яков Васильев      | Нолик                                        |
| Прохор Чеховской   | Файер / Файер-монстр (1 этап)                |
| Варвара Обидор     | Шпуля / Лизонька                             |
| Екатерина Семёнова | Верта / голос за кадром                      |
| Станислав Евсин    | Игрек                                        |
| Феликс Головнин    | ДимДимыч                                     |
| Дарья Колбасеева   | Катя                                         |
| Инна Королёва      | Мася                                         |
| Пётр Иващенко      | Папус / папа ДимДимыча (Дмитрий Кудыкин)     |

## Создатели
- Авторы сценария: Георгий Васильев, Евгений Антропов.
- Песни: Георгия Васильева, Игоря Шевчука.
- Режиссёры-постановщики: Васико Бедошвили, Андрей Колпин, Иван Пшонкин.
- Художники-постановщики: Юрий Пронин, Михаил Желудков.
- Композиторы: Сергей Сысоев, Георгий Васильев.
- Арт-директор: Дмитрий Аверков.
- Технический директор: Михаил Бажутин.
- Генеральный директор: Юлия Софронова.
- Исполнительные продюсеры: Борис Машковцев, Анни Мушегян.
- Продюсеры: Георгий Васильев, Евгений Ленский, Илья Попов, Игорь Добровольский.

## Саундтрек
1. Большой секрет
2. Винтик
3. Часики
4. Раз, два, три, четыре, пять…
5. Тыдыщ!

## Восприятие
Борис Иванов оценил фильм на 7 баллов. По его мнению, «это достойный кинодебют для рисующей „Фиксиков“ студии „Аэроплан“». В то же время критик с сожалением отметил, что тот лишён образовательной функции, присущей оригинальному сериалу. Станислав Ф. Ростоцкий («Российская газета») в своём отклике написал: «К нему в полном соответствии с общей стилистикой подходит слово „годный“. „Большой секрет“ удался ровно настолько, насколько вообще может получиться анимационный полный метр, созданный на основе сериала». Автор «Киноафиши» Елена Громова похвалила красочную и яркую графику, очень колоритных персонажей, а также ироничный юмор мультфильма.

## Продолжение
20 июля 2017 года было объявлено, что начата разработка и производство второй части фильма задолго до того, как в прокат выйдет первая часть. 29 марта вышел первый тизер-трейлер продолжения, которое носило название «Фиксики против кработов» и рассказывает о войне между фиксиками и крабоподобными роботами-кработами. Второй полнометражный фильм вышел 21 декабря 2019 года.